# Sex shop

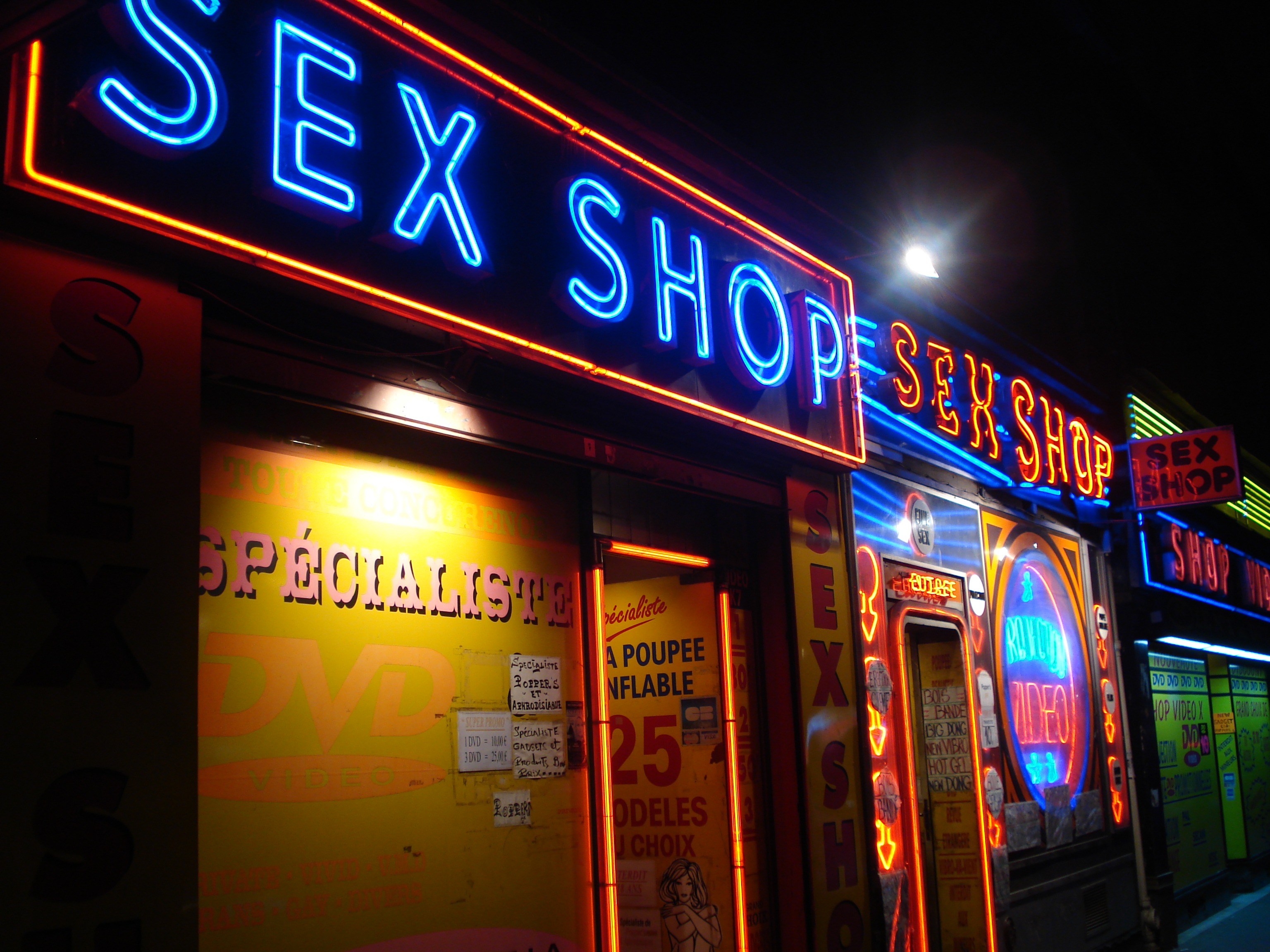
Barrio de tiendas eróticas en París, Francia.

Una tienda erótica, boutique erótica, tienda para adultos o sex shop,  es un establecimiento donde se venden artículos relacionados con las prácticas sexuales, la sexualidad en general, y ocasionalmente, el erotismo, como revistas y películas pornográficas, lencería erótica, juguetes sexuales, productos para practicar el sexo seguro, para el juego de roles sexuales y otros artículos relacionados con el sexo. Aunque tanto hombres como mujeres hacen alguna compra en sex shops, estadísticas actualizadas indican que la mujer es la principal consumidora.
En las ciudades y países donde funcionan este tipo de establecimientos comerciales, la ley autoriza únicamente el ingreso de mayores de edad. La mayoría de edad depende de las leyes de cada país o estado, pero en general, oscila entre los 18 o 21 años.

## Historia y evolución de las tiendas eróticas

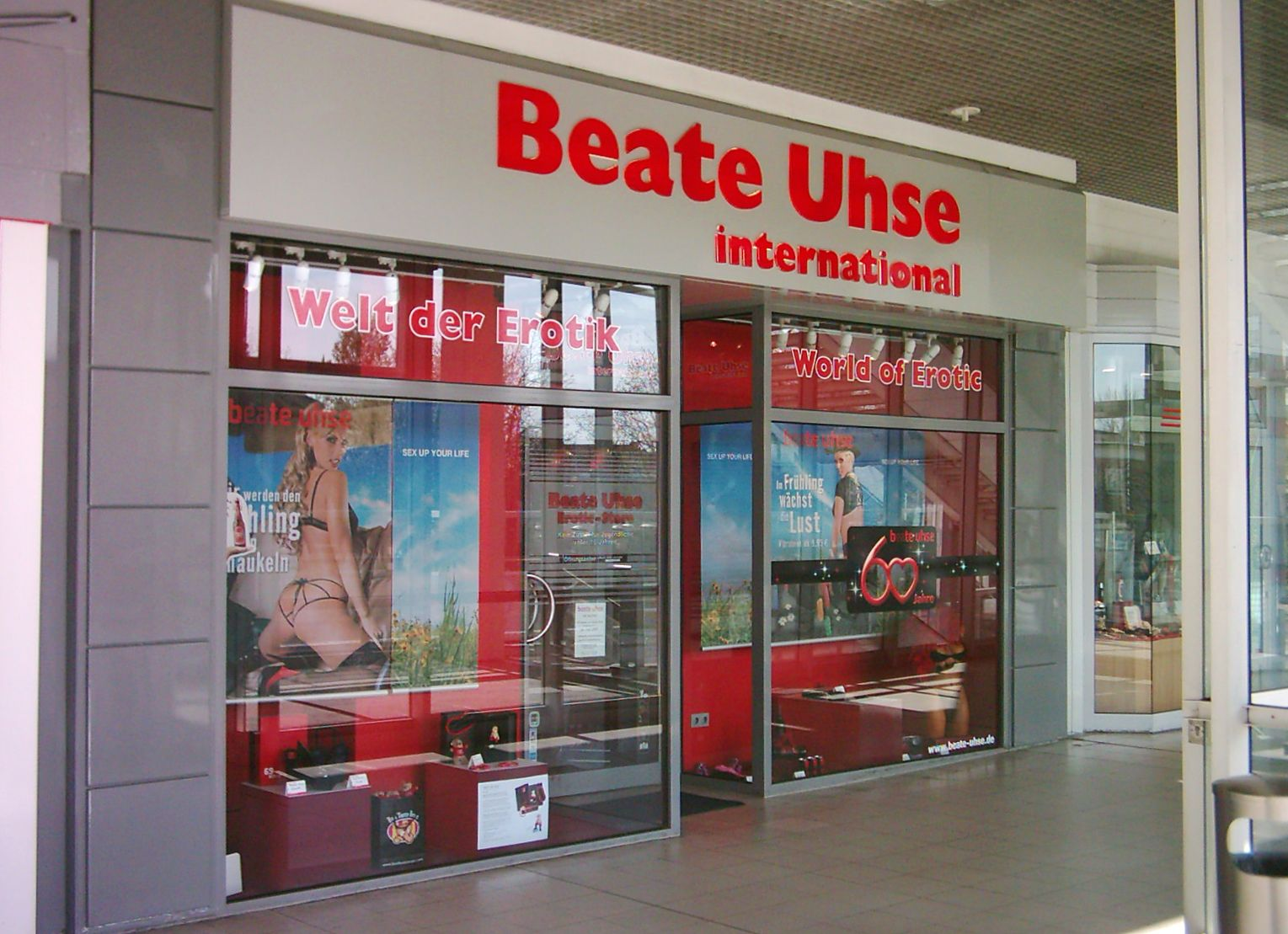
Beate Uhse sex shop, Hamburg, Alemania.

El primer sex shop del mundo se inauguró en 1962 por Beate Uhse en la ciudad alemana de Flensburgo, muy cerca de la frontera con Dinamarca.
Las primeras tiendas eróticas se abrían en medio de un ambiente «hostil» o, por lo menos, poco familiarizado con este tipo de comercio por parte de las gentes del lugar, en el contexto de sociedades más conservadoras y menos abiertas a tratar en público temas de índole sexual; por estos motivos estos establecimientos solían ser lugares en cierta medida ocultos, sórdidos o tal vez les acompañaba el aura de ser algo «pernicioso». Con el paso de las décadas, han ido cambiando y evolucionando tanto los productos que ofrecen las tiendas eróticas como la propia presentación de los mismos y del establecimiento en sí. El aperturismo de las sociedades occidentales, unido al avance de la tecnología y del estudio y desarrollo de la sexología ha diversificado la cantidad de juguetes sexuales disponibles en el mercado para ambos sexos. 
Si bien antaño estos artefactos emulaban determinadas partes del cuerpo humano, en la actualidad las formas no son tan explícitas y se da paso a una nueva variedad de sensaciones que los juguetes convencionales no permitían. Las tiendas eróticas de nueva generación se conciben como lugares más abiertos, limpios, coloridos y bien iluminados, con una decoración y presentación que bien puede asemejarse a las de una perfumería. Sin embargo, a pesar de este aspecto más amable para el público general, todavía predomina la afluencia de personas en la franja de edad situada entre los 20 y los 40 años, si bien se va notando un aumento de clientes de mayor edad.

## Tipos de tiendas eróticas

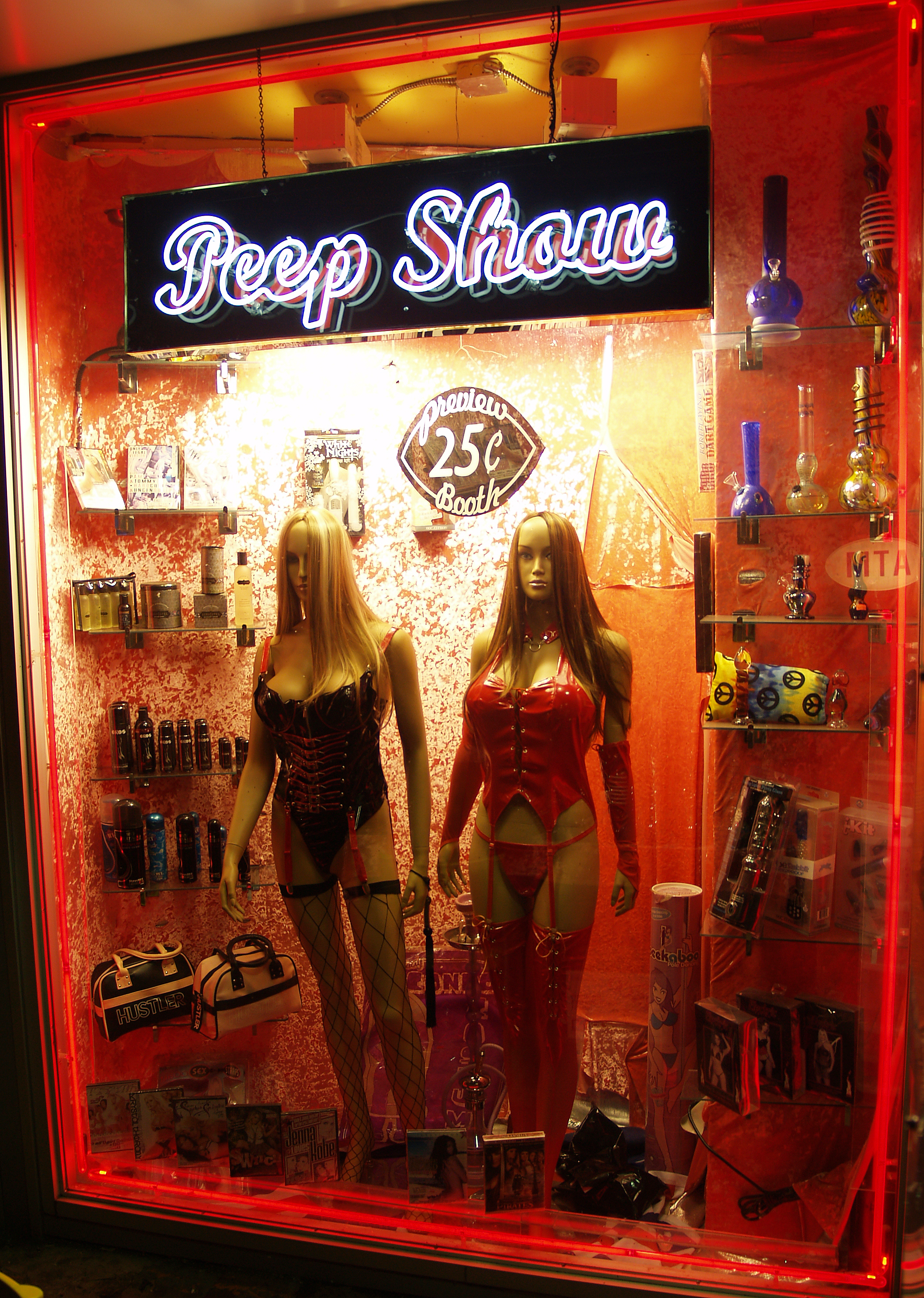
Escaparate de una tienda erótica en Nueva York, EE. UU.

Algunos sex shops ofrecen espectáculos eróticos, como proyecciones de cine porno, sesiones de estriptis en vivo y Peep Shows, que son actuaciones diseñadas para la gente que disfruta del voyerismo.
Los sex shops online disponen de mayor variedad de productos en sus catálogos porque no precisan de espacio físico para exhibirlos y, además de la comodidad de las compras por internet, aseguran la garantía para los clientes de permanecer en el anonimato. En países como España, se reporta que han aumentado significativamente la cantidad de tiendas en línea.